# Point barre (revue)
Pour l’article homonyme, voir point barre.

Point barre est la première revue mauricienne entièrement consacrée à la poésie. Ses pages sont ouvertes à tous les poètes, locaux et étrangers, quelles que soient leur sensibilité et langue d’expression. Point barre compte parmi ses collaborateurs réguliers la plupart des jeunes auteurs mauriciens : Ananda Devi, Yusuf Kadel, Umar Timol, Michel Ducasse, Alex Jacquin-Ng, Gillian Geneviève, Sylvestre Le Bon, Anil Gopal…

## Rythme de publication
- Semestriel (avril et octobre).